# Pensamento obsessivo
O Pensamento obsessivo é uma frequente desordem psicológica caracterizada por pensamentos perturbadores em todas as situações da vida do indivíduo que se relaciona a algo que aconteceu que gerou um grande impacto na vida da pessoa, gerando grande ansiedade ou depressão em seu dia-a-dia.
A pessoa com pensamento obsessivo, pode se tratar com calmantes e psicoterapia, mas geralmente, o pensamento sai de sua mente naturalmente em um ou dois anos. Pode ser um sintoma de alguma perturbação mental, como o Transtorno Obsessivo-Compulsivo.

## Causas
- Fixação por um objeto ou pessoa;
- Fixação por uma situação;
- Relacionamentos;
- Rancores;
- Tentar curar um vício.

## Sintomas
- Pensamento vindo toda hora na mente do indivíduo, perturbando-o e fazendo com que o mesmo não consiga pensar em outras coisas;
- Ansiedade;
- Ataques de pânico em alguns casos;
- Em muito tempo, pode gerar depressão.